# 769 Tatjana
769 Tatjana è un asteroide della fascia principale del diametro medio di circa 106,44 km. Scoperto nel 1913, presenta un'orbita caratterizzata da un semiasse maggiore pari a 3,1734510 UA e da un'eccentricità di 0,1828276, inclinata di 7,35989° rispetto all'eclittica.
Il suo nome fa riferimento ad un personaggio del romanzo Eugenio Onegin, del poeta russo Aleksandr Sergeevič Puškin.